# Карповская (станция)
Карповская — железнодорожная станция Волгоградского региона Приволжской железной дороги (код 61590) в посёлке городского типа Новый Рогачик Волгоградской области. Обслуживает местный элеватор и Калачёвскую авиабазу.

## История
В 2008 году отремонтирована пассажирская платформа на станции.
В 2012 году на станции отремонтированы бытовые помещения. Также вандальным разрушениям подверглись светофоры у станции.